# Eborilaira alpina
Eborilaira alpina là một loài nhện trong họ Linyphiidae. Chúng được Kirill Yuryevich Eskov miêu tả năm 1989, và chỉ được tìm thấy ở Nga.